# Kozojedy (Kelet-prágai járás)
Kozojedy település Csehországban, a Kelet-prágai járásban. Kozojedy Kostelec nad Černými lesy, Jevany, Štíhlice, Přehvozdí és Doubravčice településekkel határos. Lakosainak száma 976 fő (2024. január 1.).

## Népesség
A település lakosságának változását az alábbi diagram mutatja:
| Lakosok száma | 522  | 577  | 545  | 544  | 497  | 508  | 869  | 916  | 951  | 976  |
|               | 1869 | 1890 | 1921 | 1950 | 1980 | 2001 | 2017 | 2019 | 2022 | 2024 |

## jegyzetek
1. 1 2  Cseh Statisztikai Hivatal: Počet obyvatel v obcích – k 1. 1. 2024 (cseh nyelven). Cseh Statisztikai Hivatal, 2024. május 17. (Hozzáférés: 2024. május 19.)